# モンパルナスの灯
『モンパルナスの灯』（モンパルナスのひ、フランス語原題：Les amants de Montparnasse (Montparnasse 19) ）は、1958年のフランス映画。画家アメデオ・モディリアーニの伝記映画である。監督・脚本をジャック・ベッケルが担当し、彼の代表作になった。ジェラール・フィリップが主演でモディリアーニを演じている。

## ストーリー
画家のモディリアーニは、才能はあるが絵があまり売れない。親しい人が個展を開いてくれ、初日には多くの人が集まったが、二日目からは閑散としていた。そこへやってきた画商のモレルは、モディリアーニは死んだら売れるようになると言う。モディリアーニは恋人のジャンヌと結婚し、妻を養うためにスケッチを売り歩いていたが、倒れて死んでしまう。死んだのを見た画商モレルは妻のいる家へやってきて、絵を全部買うと言う。モディリアーニの死をまだ知らない妻は喜び、夫の帰りを待つのだった…。

## スタッフ
- 監督：ジャック・ベッケル
- 脚本：ジャック・ベッケル
- 撮影：クリスチャン・マトラ
- 音楽：ポール・ミスラキ

## キャスト
※括弧内は日本語吹き替え
- モディリアーニ：ジェラール・フィリップ（露口茂）
- ジャンヌ・エビュテルヌ：アヌーク・エーメ（幸田弘子）
- 画商ズボロフスキー：ジェラール・セティ（福田豊土）
- ズボロフスキー夫人：リラ・ケドローヴァ（中村たつ）
- ベアトリス：リリー・パルマー（三条美紀）
- 画商モレル：リノ・ヴァンチュラ（早野寿郎）
- ロザリー：レア・パドヴァーニ（友部光子）